# جنگل‌های داخلی باهیا
جنگل‌های داخلی باهیا (به پرتغالی: Florestas do Interior da Bahia) یک منطقهٔ مسکونی و جنگل در برزیل است که در باهیا واقع شده‌است.